# Josef Berger (Schauspieler, 1876)
Josef Berger (* 9. März 1876 in München; † 12. Juli 1956 ebenda) war ein deutscher Schauspieler und Regisseur bei Bühne und Film.

## Leben
Der ausgebildete Bankkaufmann entschied sich für den Schauspielerberuf und trat sein erstes Engagement 1895 in Hof an. Nach einer Zwischenstation in Kempen kehrte er 1898 nach München zurück und wurde Ensemblemitglied am Theater am Gärtnerplatz.
Nach langjähriger Bühnentätigkeit als Schauspieler und Regisseur fand er 1918 zum Film, wo er ebenfalls in dieser Doppelfunktion tätig war. Mehrmals arbeitete er auch als Drehbuchautor. Abgesehen von Filmen unter seiner eigenen Regie wirkte er besonders in Inszenierungen von Franz Seitz senior mit.
In den 1930er Jahren erhielt Berger kaum noch Regieaufträge und nur mehr wenige Rollen als Schauspieler. Auf der Bühne war er in späteren Jahren besonders am Münchner Volkstheater und bei den Gastspielen von Konrad Dreher zu sehen.

## Filmografie
| - 1918: Der Herrgott am Wege (Schauspieler) - 1920: Der bayerische Hiasel (Schauspieler) - 1920: Das Ende des Abenteuers Paolo de Gaspardo (Schauspieler) - 1920: Der letzte Schuß (Schauspieler) - 1921: Die Flucht ins Jenseits oder Die dunkle Gasse von New York (Schauspieler) - 1921: Tom Mürger, der Bankräuber (Schauspieler und Drehbuchautor) - 1921: Der Bagnosträfling (Schauspieler und Regisseur) - 1921: Die Rattenmühle (Regisseur) - 1922: Der Mann aus Zelle 19 (Schauspieler und Koautor) - 1922: Die Sünde der Inge Lars (Schauspieler) - 1922: Die Liebe der Asra (Schauspieler und Regisseur) - 1922: Jägerblut (Schauspieler) - 1922: Die Rache des Marquis Dokama (Schauspieler und Regisseur) - 1922: Im Rausche der Milliarden (Regisseur) - 1923: 1812 – Gräfin Vandières - 1923: Die Tochter des Marquis von Chester (Regisseur) - 1923: Dieter, der Mensch unter Steinen (Regisseur) | - 1924: Die Tragödie eines Staatsanwaltes (Schauspieler und Drehbuchautor) - 1924: Die Galgenbraut (Regisseur) - 1924: Die Tragödie der Entehrten (Regisseur) - 1925: Der Schuß im Pavillon (Schauspieler) - 1925: Das Abenteuer einer Brautnacht (Schauspieler und Co-Drehbuchautor) - 1927: Sindflut (Schauspieler und Regisseur) - 1928: Ein Wiener Musikantenmädel (Regisseur) - 1930: Wenn die Abendglocken läuten (Schauspieler) - 1934: Die Mühle im Schwarzwald (Schauspieler und Regisseur) - 1934: Das unsterbliche Lied (Schauspieler) - 1935: In einem kühlen Grunde (Schauspieler und Regisseur) - 1936: Die Jugendsünde (Schauspieler) - 1937: Die Erbschleicher (Schauspieler) - 1937: Meiseken (Schauspieler) - 1939: Drei wunderschöne Tage (Schauspieler) - 1940: Der rettende Engel (Schauspieler) - 1942: Peterle (Schauspieler) |